# The Innocents (album của Weyes Blood)
| Đánh giá chuyên môn  | Đánh giá chuyên môn |
| Điểm trung bình      | Điểm trung bình     |
| Nguồn                | Đánh giá            |
| -------------------- | ------------------- |
| AnyDecentMusic?      | 7,7/10              |
| Metacritic           | 82/100              |
| Nguồn đánh giá       |                     |
| Nguồn                | Đánh giá            |
| AllMusic             | [ 3 ]               |
| Consequence of Sound | B                   |
| Loud and Quiet       | 8/10                |
| Pitchfork            | 7,7/10              |
| PopMatters           | 7/10                |
| Tiny Mix Tapes       | 4/5                 |
| Uncut                | 8/10                |

The Innocents là album phòng thu thứ hai của nữ nhạc sĩ người Mỹ Weyes Blood. Album được Mexican Summer phát hành vào ngày 21 tháng 10 năm 2014.

## Danh sách bài hát
Tất cả các ca khúc được viết bởi Natalie Mering.
| STT              | Nhan đề                   | Thời lượng |
| ---------------- | ------------------------- | ---------- |
| 1.               | "Land of Broken Dreams"   | 4:31       |
| 2.               | "Hang On"                 | 3:45       |
| 3.               | "Some Winters"            | 6:15       |
| 4.               | "Summer"                  | 2:47       |
| 5.               | "Requiem for Forgiveness" | 4:29       |
| 6.               | "Ashes"                   | 5:27       |
| 7.               | "Bad Magic"               | 5:54       |
| 8.               | "February Skies"          | 4:45       |
| 9.               | "Montrose"                | 2:57       |
| 10.              | "Bound to Earth"          | 3:39       |
| Tổng thời lượng: | Tổng thời lượng:          | 44:32      |